# Pedicularis vialii
Pedicularis vialii är en snyltrotsväxtart som beskrevs av Adrien René Franchet. Pedicularis vialii ingår i släktet spiror, och familjen snyltrotsväxter. Inga underarter finns listade i Catalogue of Life.